# George Cassidy
George Cassidy, nait le 7 septembre 1936 à Belfast et mort le 28 mai 2023 à Dundonald est un musicien de jazz et professeur de musique nord irlandais spécialisé dans le saxophone ténor. Il est également connu pour avoir enseigné la lecture et la notation musicale à son compatriote musicien de Belfast, Van Morrison, et pour lui avoir donné des cours de saxophone,,. Il joue également de la clarinette, et de la Lap steel guitar. Après un passage dans un groupe de beat local, il devient saxophoniste principal du Regal Accordion & Saxophone Band.

## Biographie

### Jeunesse et initiation à la musique
George Cassidy nait le 7 septembre 1936, au 49 Hyndford Street, Bloomfield, Belfast. Ses parents sont William Cassidy, ouvrier, et Sarah « Sadie » Cassidy,. Le couple a un autre fils, Billy. Il fréquente l'école primaire Elmgrove de 1940 à 1952.
George Cassidy s'inspire de divers artistes, tels que Matt Monro, qu'il a rencontré pour la première fois à Glasgow. Jouant du saxophone, il rejoint un Beat Band à Belfast puis, le Regal Accordion & Saxophone Band à la fin des années 1950. Ils étaient connus pour leur style unique, leur énergie et leur charisme. Le groupe jouait une variété de genres, y compris des chansons pop de l'époque, comme « Yellow Submarine » des Beatles, et du jazz traditionnel.
George Cassidy a joué un rôle important dans le début de la carrière du musicien Van Morrison. Leur amitié et leur collaboration ont eu un impact profond sur le développement de Morrison en tant qu'artiste,,,,,,,,.
Van Morrison a écrit des chansons sur son enfance à Bloomfield et décrit le temps passé à jouer du saxophone avec Cassidy, comme dans sa chanson de 1982 Cleaning Windows Il écrit également : « À 15 ans, je prenais des cours avec un gars appelé George Cassidy, qui vivait dans la même rue. C'était un grand joueur de jazz. Il avait le talent »,.
En tant que saxophoniste ténor, Cassidy opte pour un Henri Selmer Paris, pour sa sonorité chaleureuse, riche et expressive, ainsi que pour sa fabrication artisanale, durable et sa qualité.

### The Springfieldset leRegal Band
En 1960, George Cassidy rejoint The Springfields en République d'Irlande. Il est invité à les rejoindre après un passage dans un groupe de beat à Belfast. Il attire l'attention en jouant au Plaza Ballroom, à Belfast. Il fait partie de leur première formation musicale et joue dans divers lieux tels que les salles de bal. Il rentre à Belfast après avoir éprouvé le mal du pays et rejoint le Regal Accordion & Saxophone Band.
Il se produit avec le groupe à divers événements caritatifs, communautaires, historiques et de commémoration dans toute l'Irlande du Nord, notamment chaque année à la Black Parade. Le groupe est considéré comme l'un des groupes musicaux les plus importants du pays à la fin du XXe siècle, obtenant un succès critique et cultivant une base de fans dévouée grâce à leurs performances live énergiques et leur forte interaction avec le public,0
En plus des instruments principaux, accordéon et saxophone, le groupe compte également des trompettistes et des percussionnistes, caisse claire, cymbales clash et grosse caisse,. Cassidy et The Regal se produit à plusieurs reprises au Grand Opera House, en première partie de Donald Peers et Nancy Whiskey.
Le groupe  reprend des chansons en dehors des chansons traditionnelles jouées au XXe siècle en Irlande du Nord, telles que When the Saints Go Marching In, Hokey Cokey et Lily of Laguna. Ces performances les ont rendus très populaires dans les régions autour de Belfast, Lisburn, Carrickfergus et Derry. Ils se produisent lors de divers événements communautaires et sociaux. En septembre 1970, George Magill, chef d'orchestre du Regal Band, organise leur représentation dans le cadre du concours de fanfares du championnat, lors du match de la Coupe d'Europe des vainqueurs de coupe de l'UEFA entre le Linfield FC et Manchester City. En novembre 1987, ils se produisent pour soutenir l(association BBC Children in Need 

## Vie personnelle
George Cassidy épouse Joan McCommiskey, le couple a trois enfants. Son grand-père, William John Cassidy, était régleur sur le Titanic, avant de débarquer à Southampton.
Partisan du Parti unioniste progressiste, il se lie d'amitié avec David Ervine (en), qui fréquentait le même club de membres. Franc-maçon, il est membre du syndicat Unite the Union. Avant Unite, il était membre du Transport and General Workers' Union et s'est battu pour maintenir Kingsberry Coal ouvert à Belfast
Il meurt le 28 mai 2023 à l'hôpital d'Ulster, des suites de complications d'une pneumonie liée au Covid. Sa chanson préférée If I Never Sing Another Song est jouée à ses funérailles, le 7 juin. Il est enterré au cimetière de Roselawn.